# Désastre d'Escuminac
Le désastre d'Escuminac est la plus grande tragédie maritime du Nouveau-Brunswick, au Canada. Ce désastre eut lieu durant la nuit du 19 au 20 juin 1959 au large d'Escuminac et causa la mort de 35 pêcheurs.

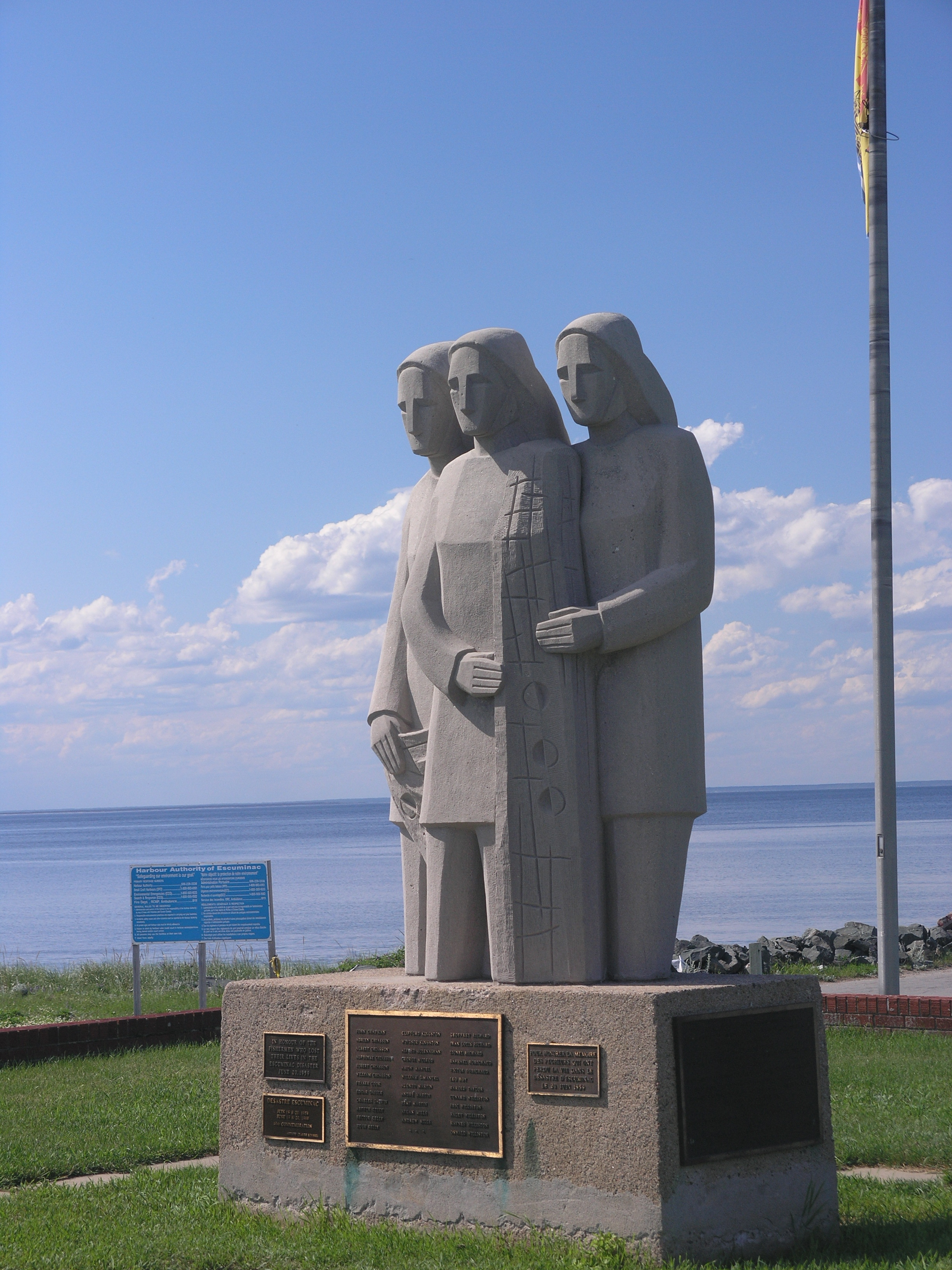
Monument aux morts d'Escuminac.

## Localisation
Escuminac est un village côtier situé à l'entrée de la baie de Miramichi dont le quai est le point de départ de pêcheurs venant de toute la région limitrophe (Baie-Sainte-Anne, Baie-du-Vin, Black River-Hardwicke).

## Déroulement
Le 19 juin 1959, une cinquantaine de bateaux partent d'Escuminac pour la pêche au saumon et au maquereau. Il fait beau et la météo ne prévoit que de légers vents sans danger. La zone de pêche étant située relativement loin du port, à une soixantaine de kilomètres au large, les pêcheurs n'ont pas pour habitude de rentrer le soir et passent souvent la nuit en mer.
Mais en soirée, des avis de tempête violente sont émis par les services météorologiques du bureau d'Halifax. Malheureusement, en 1959, aucun des bateaux de pêche de la région d'Escuminac n'est encore équipé de radio et personne ne peut prévenir la flottille.
C'est ainsi que, durant la nuit du 19 au 20 juin, les pêcheurs doivent affronter des vents soufflant à plus de 120 km/h et des vagues de 15 m de hauteur. Ils tentent bien sûr de rentrer au port, mais leurs bateaux ne sont pas équipés pour la grosse mer et c'est un vrai désastre avec la perte de 22 navires pour un total de 35 pêcheurs, le plus jeune ayant 13 ans.
Cet évènement est d'autant plus cruellement ressenti que la région d'Escuminac n'est pas un grand centre urbain densément peuplé mais une petite communauté pour qui la perte de 35 hommes est une catastrophe.

## Le monument
Un monument imposant est érigé le 19 juin 1969, 10 ans après l'évènement, sur le quai d'Escuminac. Il est l'œuvre de Claude Roussel et est maintenant un site historique provincial.

## Divers
- Deux chansons, Le désastre d'Escuminac de Bernadette Keating et Chanson sur le désastre de Baie Ste-Anne de Jerry Hébert[1] ont été écrites en 1959 au sujet de cet événement.
- Une émission de la série documentaire Histoires oubliées a été consacrée à l'évènement en 2006.